# Bassano Virtus 55 S.T.
Bassano Virtus 55 S.T. is een Italiaanse voetbalclub uit Bassano del Grappa. 

## Geschiedenis
De club werd opgericht in 1920 als US Bassano en fuseerde in 1968 met Virtus Bassano tot Bassano Virtus 55 ST. De clubkleuren zijn rood en wit.
Renzo Rosso, de oprichter en eigenaar van Diesel, is eigenaar van de club. De 55 in de naam van de club verwijst naar het geboortejaar van Rosso. Medio 2018 nam Bassano Virtus 55 ST de rechten van het in januari 2018 failliet gegane Vicenza Calcio over en verhuisde de club naar Vicenza waar het als LR Vicenza Virtus ging spelen. De jeugdwerking bleef wel in Bassano del Grappa. 